# 来迎寺 (香取市)
来迎寺（らいこうじ）は、千葉県香取市貝塚にある浄土宗鎮西派の寺院。山号は東光山、院号は宝樹院。付近に国の史跡に指定されている良文貝塚（よしぶみかいづか）がある。

## 歴史
寺伝によれば、1088年（寛治2年）、下総千葉氏の豪族であった平常将の建立する所にして当初、現香取郡東庄町平山にあり、1198年（建久9年）に現在の地に釈迦堂を移転し明恵上人が開山したとされる寺院である。
1198年（建久9年）に源頼朝が鹿島神宮参拝のみぎり、当寺に憩の場を構えたと伝えられている。浄土宗に属する寺院であるが、1世の金蓮社親誉上人が改宗中興と位置付けられていることから、開山当初は別の宗派であったと考えられる。

## 文化財
- 元木観世音由来記巻物 延喜2年3月5日写
- 日本記口伝巻物 寛政3年2月写
- 観経曼荼羅（紙地絹表装 縦八尺横六尺）
- 釈迦涅槃図像（紙地絹表装 縦八尺横六尺）
- 釈迦誕生絵（紙地絹表装 縦八尺横六尺）
- 十王絵（紙地絹表装 縦八尺横六尺）
- 除地証文
- 祐天上人名号
- 神道両部書
- 来迎寺由来書
- 下総国関宿小岳寺及来迎寺由緒書一巻
- 梵鐘

このほか、慈覚大師円仁作の阿弥陀如来像、恵心僧都源信作の内仏、元祖法然上人の真筆名号、幡随意上人の雨乞名号などが伝来していたとされるが、現存しない。

## 境内墳墓並びに碑石
- 板碑（表面阿弥陀三尊来迎図 嘉元4年・1306年）
- 板碑（阿弥陀如来・観音菩薩・勢至菩薩の梵字）
- 源氏三将軍墓碑（源頼朝・源頼家・源実朝）
- 神野角助墓碑
- 府馬時持（左衛門尉）墓碑
- 良月妙訓大信女（府馬時持の室おこうの方）
- 千葉家の墓碑（真阿弥陀仏千葉介常胤・法阿弥陀仏全氏息胤正）
- 四ツ目藤四郎の墓碑
藤四郎は尾張の人、当寺開山明恵上人は茶道を好み茶器を作らせたという。後帰仏して春慶と号す。漆器もまた妙であったという。
- 清心院円誉理月大信女墓碑
戦国武将松平外記頭伊昌の妻おふうの方。酒井忠次の娘で徳川家康の養女である。平生念仏を称え浄土宗に帰依し、遺言によって当寺に遺髪を葬り石碑を建立したという。その後、松平家より毎年茶湯料を寄進され、菩提のため釈迦誕生絵、涅槃絵などを寄進したという。
- 眞彰院晧誉平胤居士（千葉平胤）

## 伽藍
- 山門
- 本堂
- 鐘楼堂
- 庫裡

このほか、現在墓地の地に近年まで書院があったとされる。

## 歴代住持
- 開山 明恵上人（寛喜4年・1232年 2月11日寂）
- 1世・改宗中興 金蓮社 親誉上人（永正10年・1513年 11月19日寂）
- 2世 親蓮社 長誉上人（天文22年・1553年 3月9日寂）
- 3世 慶蓮社 正誉上人（弘治元年・1555年 3月23日寂）
- 4世 暁蓮社 真誉上人（永禄3年・1560年 6月27日寂）
- 5世 真蓮社 葵誉上人（天正13年・1585年 9月15日寂）
- 6世 道蓮社 言誉天機上人（慶長6年・1601年 3月8日寂）
- 7世 徳蓮社 釈誉達茂上人（寂年月不詳）
- 8世 光蓮社 明誉継公上人（寂年月不詳）
- 9世 恩蓮社 信誉教察上人（寛文9年・1671年 12月24日寂）
- 10世 源蓮社 暁誉春隨上人（2月9日寂）
- 11世 広蓮社 大誉在岩上人（寛文7年・1669年 12月17日寂）
- 12世 明蓮社 光誉俊翁上人（貞享2年・1685年 5月29日寂）
- 13世 声蓮社 念誉中悦上人（延宝2年・1674年 1月7日寂）
- 14世 円蓮社 覚誉聞諦上人（天和3年・1683年 12月22日寂）
- 15世 法蓮社 性譽全悦心照上人（元禄4年・1691年 8月22日寂）
- 16世 弁蓮社 成誉単秀終了上人（元禄9年・1696年 8月8日寂）
- 17世 善蓮社 積誉愚祐上人（正徳4年・1714年 3月20日寂）
- 18世 願蓮社 先誉満察上人（元文3年・1738年 2月17日寂）
- 19世 演蓮社 愍誉慈生弁察上人（明和7年・1770年 5月7日寂）
- 20世 音蓮社 潮誉昭辰上人（5年6月9日寂）
- 21世 宜蓮社 法誉顕阿仰笑祐章上人（文政4年・1821年 7月21日寂）
- 22世 哲蓮社 順誉教阿佛意洞随上人（享和3年・1803年 6月11日寂）
- 23世 德蓮社 清誉俊阿賢秀上人（天保11年・1840年 6月9日寂）
- 24世 信蓮社 単誉瑞阿華生霊肇上人（文化6年・1809年 9月8日寂）
- 25世 現蓮社 量誉声阿即相達照上人（寂年月不詳）
- 26世 泉蓮社 碧誉慧達智巖上人（嘉永6年・1853年 6月6日寂）
- 27世 德蓮社 楽誉量阿無礙了賢栄観上人（文久3年・1863年 9月18日寂）
- 28世 禅蓮社 靜誉德阿誠道栄信上人（明治41年・1908年 9月26日寂）
- 29世 法蓮社 演誉説阿無礙琇典上人（昭和2年・1927年 3月2日寂）
- 30世 清蓮社 安誉願阿慧光明淨心上人（昭和22年・1947年 4月21日寂）
- 31世 温蓮社 順誉光阿直道淨昭上人（昭和63年・1988年 10月13日寂）

## 所在地
- 千葉県香取市貝塚2005

## 附近
- 豊玉姫神社（編玉郷総鎮守・総社、編玉総社、大宮大明神） – 貝塚117−1。トヨタマヒメ。
  - 貝塚区民センター – 貝塚116
- 編玉神社 – 阿玉台（あたまだい）968
- 阿玉台貝塚 – 阿玉台1012
- 熊野神社（熊野大神） – 和泉1267−1。熊野権現。
- 天福寺 – 東庄町窪野谷（くぼのや）360
- 窪野谷神社（窪谷神社） – 東庄町窪野谷212[1]

## 交通
- JR成田線小見川駅より車で10分
- 東関東自動車道佐原香取インターチェンジより車で20分